# Ilkka Kantola
Ilkka Kantola, född 17 mars 1957 i Rimito, är ledamot av Finlands riksdag (socialdemokrat) sedan mars 2007. Han var biskop i Åbo stift 1998-2005.
Kantola valdes till biskop när det bestämdes att Åbo stift behöver ytterligare en biskop utöver ärkebiskopen. Jukka Paarma efterträdde John Vikström som ärkebiskop och Kantola efterträdde Vikström som biskop i Åbo stift. Kantola avgick 2005 som biskop efter att han skilde sig och hans förhållande till en kvinnlig präst offentliggjordes i etermedia. Kari Mäkinen efterträdde Kantola som biskop i Åbo stift.
Kantola kom på tredje plats i socialdemokraternas primärval inför presidentvalet i Finland 2012. Paavo Lipponen blev presidentkandidat med 67 procent av rösterna och Tuula Haatainen var tvåa med 22 procent, medan Kantola fick 11 procent.